# Fontaine-la-Rivière
Fontaine-la-Rivière  [fɔ̃t̪ɛn la ʁiviɛʁ] je francouzská obec v departementu Essonne v regionu Île-de-France.

## Poloha
Fontaine-la-Rivière se nachází asi 57 km jihozápadně od Paříže. Obklopují ji obce Boissy-la-Rivière na severu, Marolles-en-Beauce na severovýchodě, Abbéville-la-Rivière od východu na jih a Saint-Cyr-la-Rivière na západě.

## Vývoj počtu obyvatel
Počet obyvatel